# Govindasamy Saravanan
Govindasamy Saravanan (* 15. Mai 1970) ist ein ehemaliger malaysischer Geher.
1995 gewann er bei den Asienmeisterschaften in Jakarta Bronze im 20.000-Meter-Gehen.
1997 siegte er bei den Südostasienspielen in Jakarta im 50-km-Gehen. Über dieselbe Distanz feierte er im Jahr darauf seinen größten Erfolg, als er bei den Commonwealth Games 1998 in Kuala Lumpur die erste Leichtathletikgoldmedaille in der Geschichte dieser Spielen für Malaysia gewann. Er profitierte allerdings davon, dass der mit großen Vorsprung führende Neuseeländer Craig Barrett kurz vor dem Ziel dehydriert zusammenbrach und ärztlich versorgt werden musste.
2001 gelang ihm bei den Südostasienspielen in Kuala Lumpur ein weiterer Sieg im 50-km-Gehen.

## Bestzeiten
- 20 km Gehen: 1:28:28 h, 11. Mai 1996, Eisenhüttenstadt
- 50 km Gehen: 4:10:05 h, 21. September 1998, Kuala Lumpur